# Liste der Kantone im Département Charente
Das Département Charente liegt in der Region Nouvelle-Aquitaine in Frankreich. Es untergliedert sich in drei Arrondissements mit 19 Kantonen (französisch cantons).

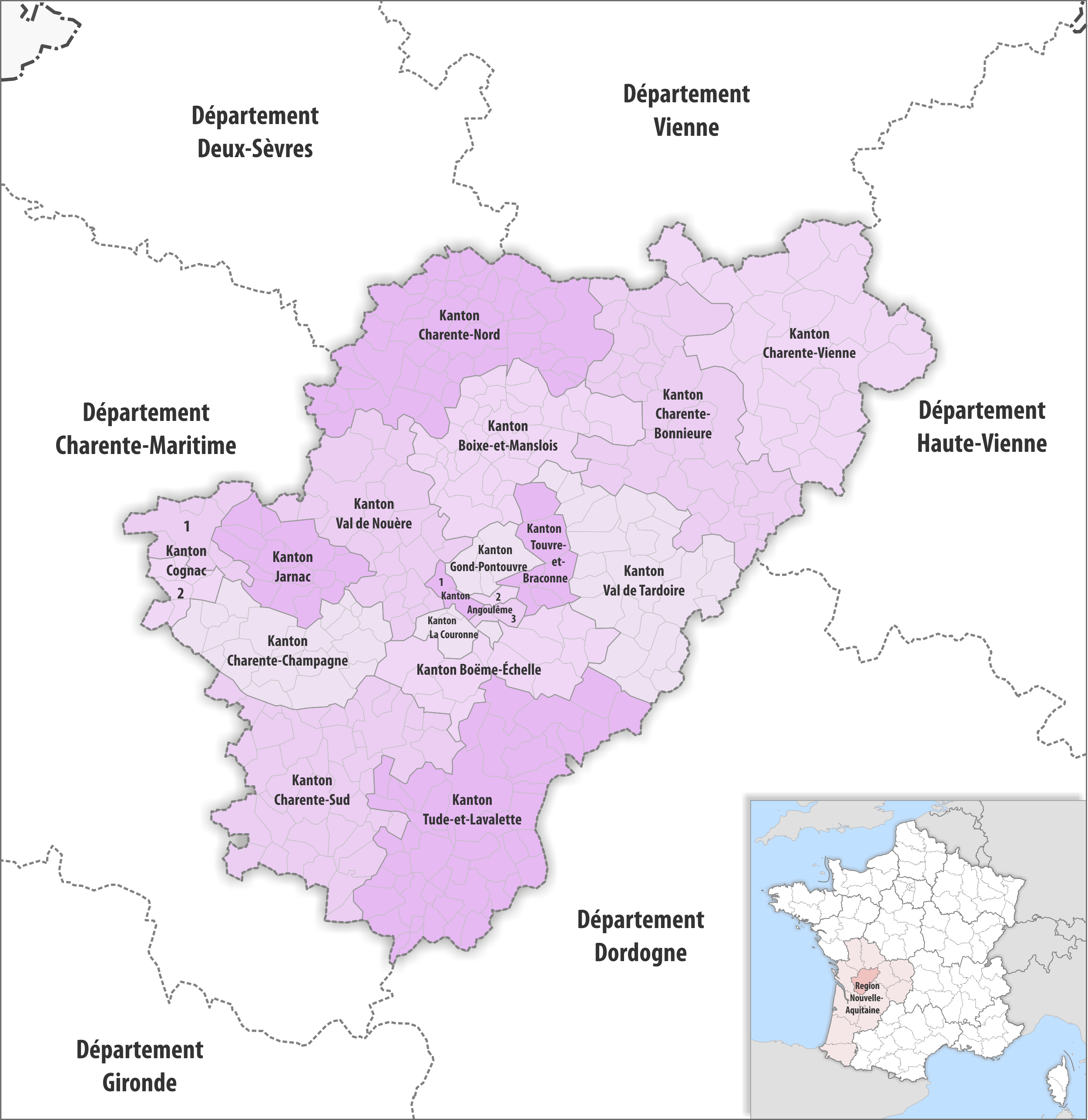
Gemeinden und Kantone im Département Charente

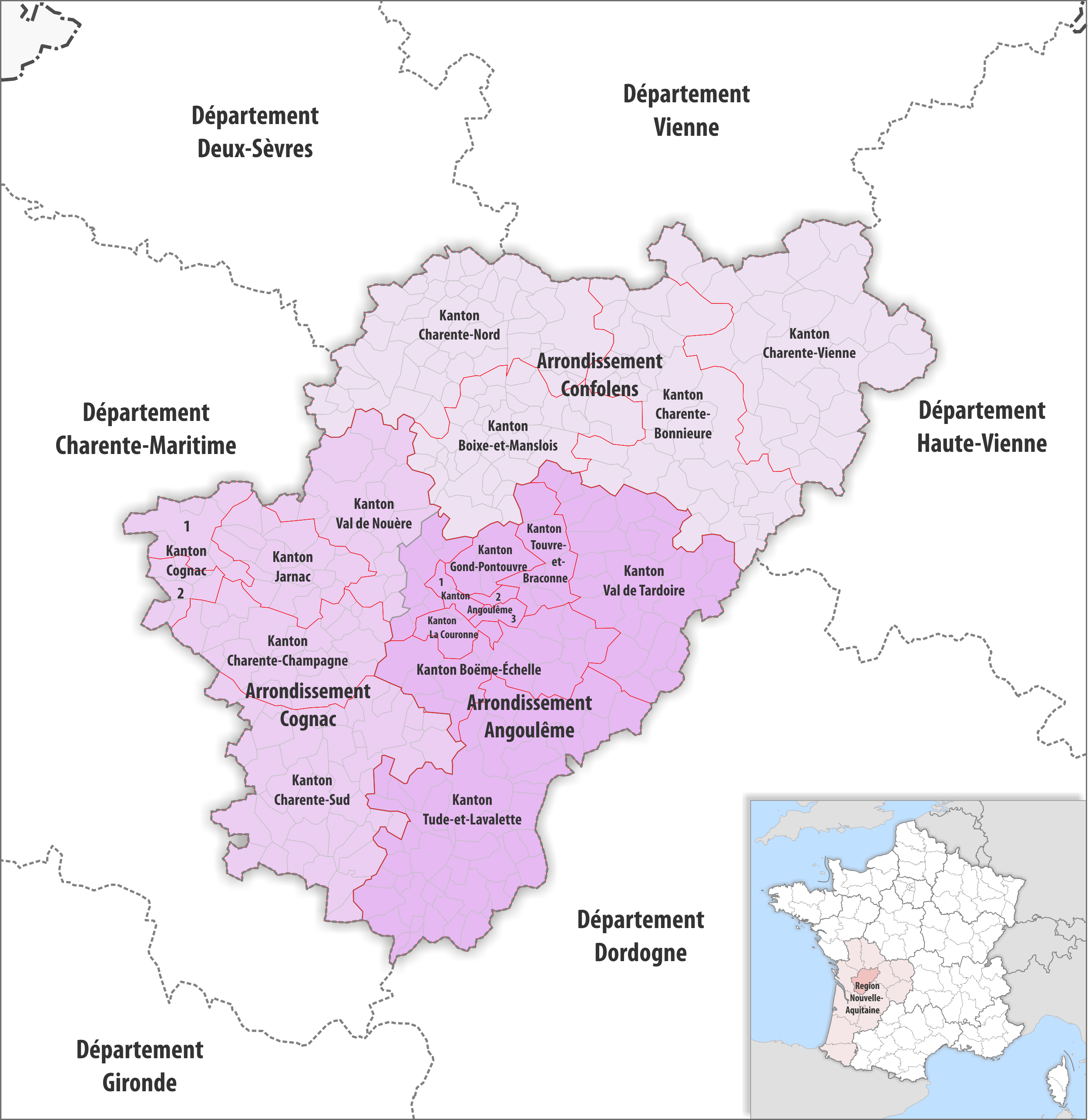
Gemeinden, Arrondissemente und Kantone im Département Charente

| Kanton               | Gemeinden | Einwohner 1. Januar 2022 | Fläche km² | Dichte Einw./km² | Code INSEE | Arrondissement(e) |
| -------------------- | --------- | ------------------------ | ---------- | ---------------- | ---------- | ----------------- |
| Angoulême-1          | 1 ⁄3      | 18.750                   | 20,27      | 925              | 1601       | Angoulême         |
| Angoulême-2          | 1 ⁄3      | 19.512                   | 10,09      | 1.934            | 1602       | Angoulême         |
| Angoulême-3          | 1 ⁄3      | 22.765                   | 22,80      | 998              | 1603       | Angoulême         |
| Boëme-Échelle        | 13        | 18.252                   | 275,97     | 66               | 1604       | Angoulême         |
| Boixe-et-Manslois    | 34        | 17.525                   | 406,02     | 43               | 1605       | Confolens         |
| Charente-Bonnieure   | 31 1⁄2    | 16.736                   | 635,60     | 26               | 1606       | Confolens         |
| Charente-Champagne   | 21        | 16.800                   | 333,22     | 50               | 1607       | Cognac            |
| Charente-Nord        | 46        | 18.257                   | 616,67     | 30               | 1608       | Confolens         |
| Charente-Sud         | 40        | 19.940                   | 628,75     | 32               | 1609       | Cognac            |
| Charente-Vienne      | 26 1⁄2    | 18.451                   | 759,29     | 24               | 1610       | Confolens         |
| Cognac-1             | 6 1⁄2     | 16.302                   | 118,68     | 137              | 1611       | Cognac            |
| Cognac-2             | 6 1⁄2     | 17.497                   | 64,05      | 273              | 1612       | Cognac            |
| La Couronne          | 4         | 15.631                   | 47,78      | 327              | 1613       | Angoulême         |
| Gond-Pontouvre       | 4         | 20.078                   | 77,03      | 261              | 1614       | Angoulême         |
| Jarnac               | 17        | 16.127                   | 204,27     | 79               | 1615       | Cognac            |
| Touvre-et-Braconne   | 6         | 18.898                   | 110,66     | 171              | 1616       | Angoulême         |
| Tude-et-Lavalette    | 49        | 17.477                   | 755,68     | 23               | 1617       | Angoulême         |
| Val de Nouère        | 23        | 20.723                   | 400,88     | 52               | 1618       | Angoulême, Cognac |
| Val de Tardoire      | 27        | 21.882                   | 468,28     | 47               | 1619       | Angoulême         |
| Département Charente | 359       | 351.603                  | 5.955,99   | 59               | 16         | –                 |

## Liste ehemaliger Kantone

Aufteilung des Départements Charente in Arrondissements und Kantone gültig für die Jahre 2008–2015

Bis zum Neuzuschnitt der französischen Kantone im März 2015 war das Département Charente wie folgt in 35 Kantone unterteilt:
| Arrondissement | Kantone |
| -------------- | --- |
| Angoulême      | Angoulême-Est, Angoulême-Nord, Angoulême-Ouest, Aubeterre-sur-Dronne, Blanzac-Porcheresse, Chalais, La Couronne, Gond-Pontouvre, Hiersac, Montbron, Montmoreau-Saint-Cybard, La Rochefoucauld, Ruelle-sur-Touvre, Saint-Amant-de-Boixe, Soyaux, Villebois-Lavalette |
| Cognac         | Baignes-Sainte-Radegonde, Barbezieux-Saint-Hilaire, Brossac, Châteauneuf-sur-Charente, Cognac-Nord, Cognac-Sud, Jarnac, Rouillac, Segonzac |
| Confolens      | Aigre, Chabanais, Champagne-Mouton, Confolens-Nord, Confolens-Sud, Mansle, Montembœuf, Ruffec, Saint-Claud, Villefagnan |